# Mali Bukovec
Mali Bukovec è un comune della Croazia di 2 507 abitanti della regione di Varaždin.